# Henry Adams Building
L'Henry Adams Building, noto anche come Land and Loan Office Building, è un edificio storico di Algona, Iowa, Stati Uniti. Fu progettato da Louis Sullivan nel 1912.
Sebbene non fosse stato progettato come una banca e non abbia mai servito come tale, l'edificio è comunque considerato uno dei "Jewel Boxes" di Sullivan, una serie di banche progettate e costruite nel Midwest tra il 1909 e il 1919.  Come negli altri "Jewel Boxes", Sullivan ha incluso molte finestre, sia sul lato della strada che nel lucernario che permetteva l'ingresso di una grande quantità di luce naturale all'interno. La semplice struttura di questo piccolo edificio rettangolare era tipica del lavoro di Sullivan. Dettagli simili, in particolare l'ingresso, furono utilizzati dagli ex associati di Sullivan, Purcell & Elmslie, nella loro leggermente più grande Exchange State Bank di Grand Meadow, Minnesota, nel 1910, ed è possibile che questo design abbia influenzato Sullivan. Sullivan fu assistito nel progetto dal suo disegnatore, Parker Berry, che disegnò le prospettive.
L'edificio fu aggiunto al Registro Nazionale dei Luoghi Storici nel 1998, con il nome di "Land and Loan Office Building". Attualmente è occupato dalla Camera di Commercio di Algona.

## Galleria d'immagini

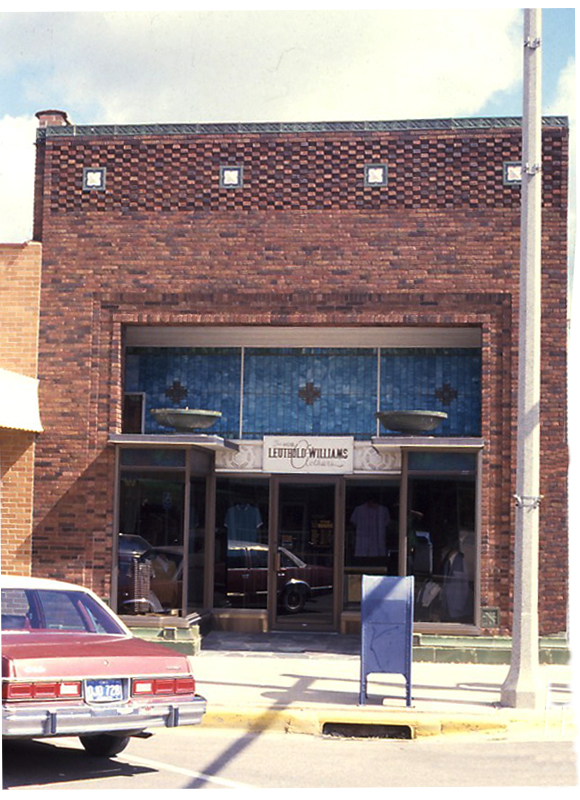
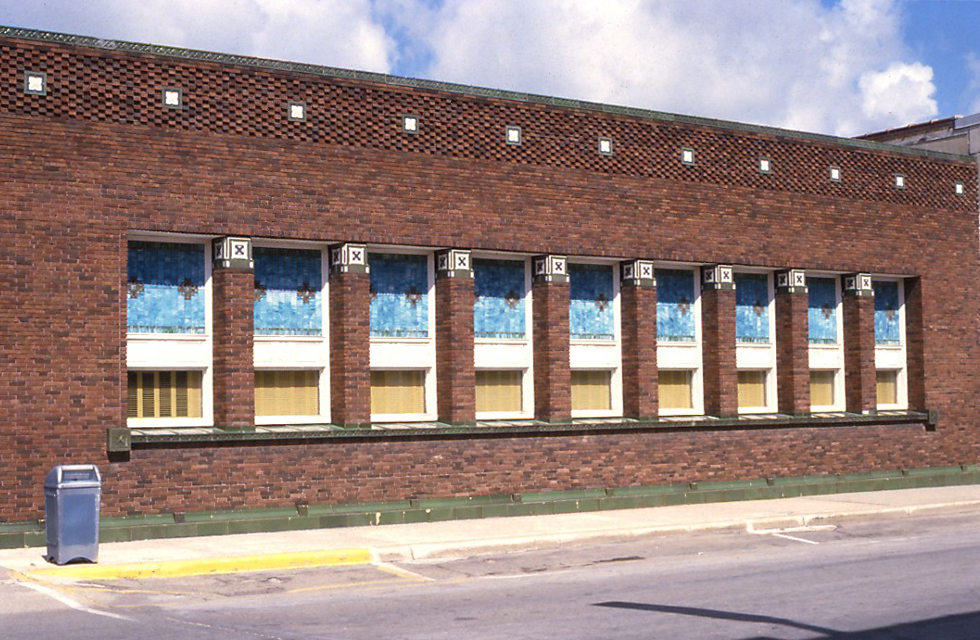
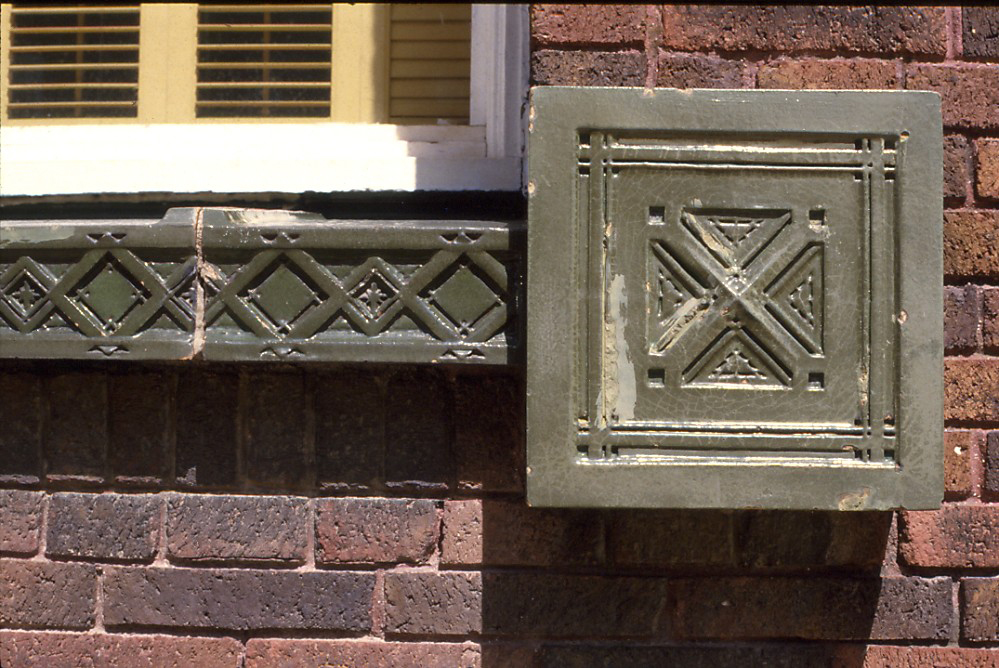
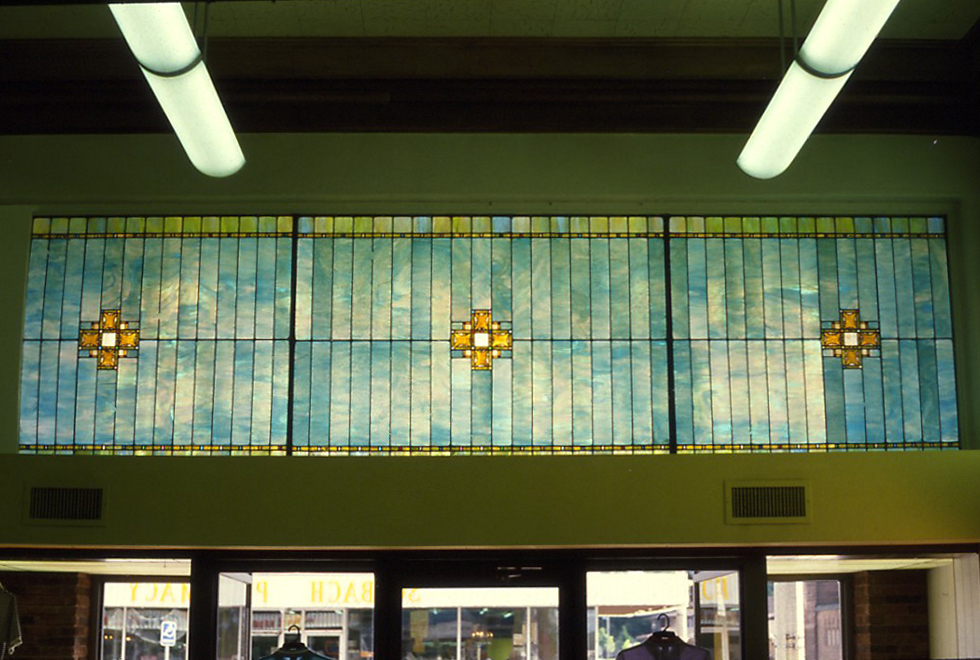
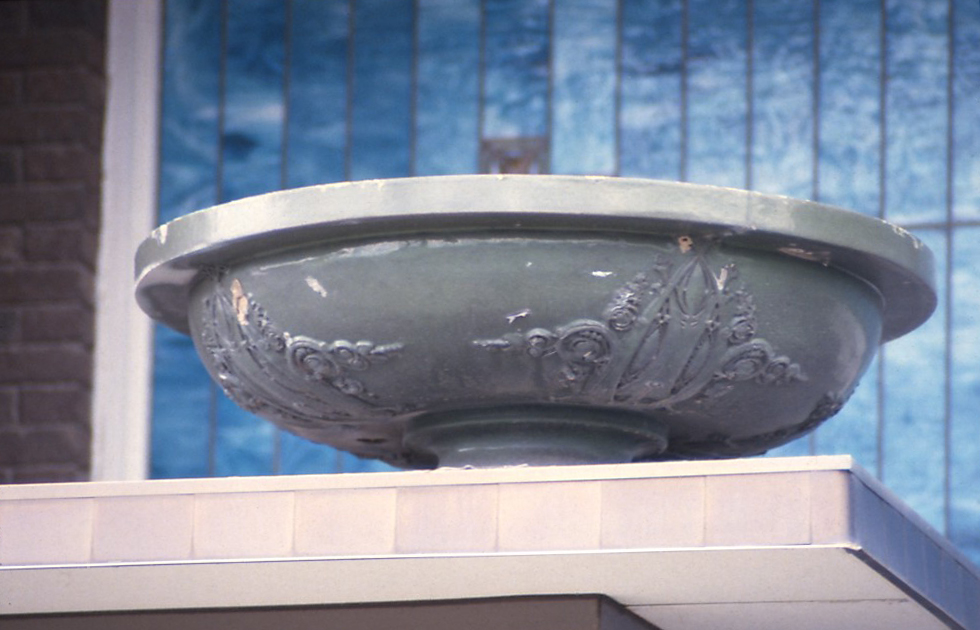